# 분지
분지(盆地)는 주위가 산지로 둘러싸여 주변보다 낮은 지형을 일컫는다. 그 성인에 따라서 침식분지와 구조분지로 나뉘고, 구조분지는 다시 요곡분지와 단층분지로 분류된다.

## 종류
- 침식분지: 지층이나 암석이 무른 곳이 선택적으로 침식되어 주변보다도 낮게 되어 이루어지는 지형이다.
- 요곡분지: 요곡 작용에 의하여 이루어진 지형이다.
- 단층분지: 단층 작용에 의하여 이루어진 지형이다. 양측이 단층이 되어버린 경우와 한 측만이 단층이 경우로 나뉜다. 중앙부에 호수를 동반하고 있는 경우가 많다.

## 주요 분지
- 멕시코 시티 분지
- 대찬정분지
- 쓰촨 분지
- 아마존 분지
- 중가리아 분지
- 차이다무 분지
- 콩고 분지
- 타림 분지
- 투르판 분지
- 파리 분지

## 한국의 분지
- 강계분지
- 경주분지
- 나리분지
- 다대포분지
- 대구분지
- 대전분지
- 상주분지
- 성천분지
- 순천분지
- 안동분지
- 춘천분지
- 충주분지
- 청주분지
- 해안분지